# Sośnice (Wielopole Skrzyńskie)
Sośnice – część wsi Wielopole Skrzyńskie w Polsce, położona w województwie podkarpackim, w powiecie ropczycko-sędziszowskim, w gminie Wielopole Skrzyńskie. Leży na południe od centrum Wielopola.
Dawniej samodzielna wieś i gmina jednostkowa w powiecie ropczyckim, od 1920 w województwie krakowskim. W 1921 roku liczyły 178 mieszkańców.
10 kwietnia 1926 włączone do Rzegocina, a 1 kwietnia 1930 wraz z nim do Wielopola Skrzyńskiego.